# Graciela Stéfani
Graciela Stéfani (Buenos Aires, 12 maggio 1963) è un'attrice argentina.

## Biografia
Inizia la sua carriera negli anni '70. Ha studiato recitazione insieme a Agustín Alezzo e Lito Cruz, canto con Aníbal Silveyra, Rodolfo Vals e Mabel Moreno oltre che studiare danza. I suoi primi ruoli furono in teatro nelle opere Olvida los tambores, Todos son sospechosos menos el muerto e Érase una vez Buenos Aires.
In televisione debutta nel 1983 con Illusione d'amore e un anno dopo alla serie televisiva Lucía Bonelli nel ruolo di Dora. Negli  anni '90 ha preso parte a Montaña rusa, otra vuelta, Chiquititas e Gasoleros. Nel 2001 è tra i co-protagonisti della telenovela El sodero de mi vida, in seguito a Soy gitano. 
Tra il 2004 e il 2005 è l'antagonista principale della telenovela Flor - Speciale come te dove interpreta la seconda antagonista María Laura Torres Oviedo, detta Malala, personaggio presente anche in qualche episodio della telenovela Teen Angels nel 2007. Nel 2008 è nel cast co-protagonista di Don Juan y su bella dama e nel 2013 partecipa a Mi amor, mi amor. Da più di dieci anni tiene lezioni di recitazione.

## Filmografia

### Cinema
- La reja, regia di Eduardo Spagnuolo (2003)
- Terapias Alternativas, regia di Rodolfo Durán (2006)

### Televisione
- Illusione d'amore (Cara a cara) – serial TV  (1983)
- Lucía Bonelli – serie TV (1984)
- Una donna in vendita (Mujer comprada) – serial TV (1986)
- El vidente – serial TV (1986)
- Chiquilina mía – serial TV (1991)
- Montaña rusa, otra vuelta – serial TV (1996)
- Chiquititas – serial TV (1996)
- Señoras y señores – serial TV (1997)
- Gasoleros – serial TV (1998)
- Casa natal – serial TV (1998)
- Libre-mente – serial TV (1999)
- El sodero de mi vida – serial TV (2001-2002)
- Rebelde Way – serial TV (2002)
- Malandras – serial TV (2003)
- Soy gitano – serial TV (2003)
- Flor - Speciale come te (Floricienta) – serial TV (2004-2005)
- Amas de casa desesperadas – serial TV (2006)
- La ley del amor – serial TV (2006)
- Teen Angels (Casi Ángeles) – serial TV (2007)
- Una de dos – serial TV (2008)
- Don Juan y su bella dama – serial TV (2008)
- Yo soy virgen – webserie (2010)
- El hombre de tu vida – serial TV (2011)
- El paraíso – serial TV (2011)
- Amores de historia – serial TV (2012)
- Mi amor, mi amor – serial TV (2012-2013)
- Esa mujer – serial TV (2013-2014)

## Teatro
- La jaula de las locas, diretto da Riky Pashkus (2007-2008)
- Acaloradas, diretto da Virginia Lombardo (2002-2003)
- El violador, diretto da Ernesto Larrese (2000-2001)
- Corte fatal, diretto da Luis Agustoni (1993)
- Los tres deseos, diretto da Jorge de Lassaleta (1992)
- Diosas en el aire, diretto da Irene Ickowiez (1992)
- El barrio del Ángel Gris, diretto da Lito Cruz (1991)
- El Mago de Oz, diretto da Manuel González Gil (1989-1990)
- Dos señores malcriados, diretto da Gianni Lunadei (1989)
- Gotan, diretto da Manuel González Gil (1988)
- Divas, di Pepe Cibrian (1987)
- Extraño juguete, di Susana Torres Molina (1986)
- El ombligo, diretto da Osvaldo Bonet (1984)
- Cena de bachilleres, di Jorge Grasso (1983)
- Off corrientes, diretto da Julio Ordano (1982-1983)
- La noche de los mentirosos, diretto da Diana Alvarez  (1982)
- Érase una vez Buenos Aires, diretto da Daniel Marcove (1980)
- Todos son sospechosos menos el muerto, di Ruben Altamirano (1979)
- Olvida los tambores, di Ana Diosdado (1978)

Regista teatrale
- Una propuesta pobre y confusa, diretto insieme a Gerardo Chendo (2012)

## Doppiatrice italiane
Nelle versioni in italiano delle opere in cui ha recitato, Graciela Stéfani è stata doppiata da:
- Patrizia Giangrand in Una donna in vendita[5]
- Licinia Lentini in Flor - Speciale come te[6], Teen Angels
- Gloria Ferrero in  Il segreto di Jolanda[7]